# Zaffé
Zaffé è un arrondissement del Benin situato nella città di Glazoué (dipartimento delle Colline) con 10.818 abitanti (dato 2006).